# Педро де Урдемалас (пьеса)
«Педро де Урдемалас» (исп. Pedro de Urdemalas) — комедия испанского писателя Мигеля де Сервантеса, опубликованная в 1615 году в составе сборника «Восемь комедий и восемь интермедий, новых, ни разу не представленных на сцене». Относится к позднему периоду творчества Сервантеса, считается лучшей пьесой этого автора. Главный герой — известный персонаж испанского и португальского фольклора, встречающийся и в литературе XVI—XVII веков. При этом отдельные эпизоды связаны через судьбу цыганки Велики, которая оказывается в финале принцессой.
Время написания пьесы неизвестно. Разные исследователи предположительно датируют «Педро де Урдемаласа» 1608, 1610—1611, 1611 годами.